# Dicliptera confinis
Dicliptera confinis là một loài thực vật có hoa trong họ Ô rô. Loài này được Nees ex Benth. mô tả khoa học đầu tiên năm 1846.